# Кондопога
Кондопога (рус. Кондопога) град је у Русији у Карелији. Према попису становништва из 2010. у граду је живело 32987 становника.

## Становништво
| 1939.  | 1959.  | 1970.  | 1979.  | 1989.  | 2002.  | 2010.  |
| ------ | ------ | ------ | ------ | ------ | ------ | ------ |
| 13.374 | 16.060 | 27.908 | 35.198 | 36.365 | 34.863 | 32.987 |